# Đại bác thế kỷ XX

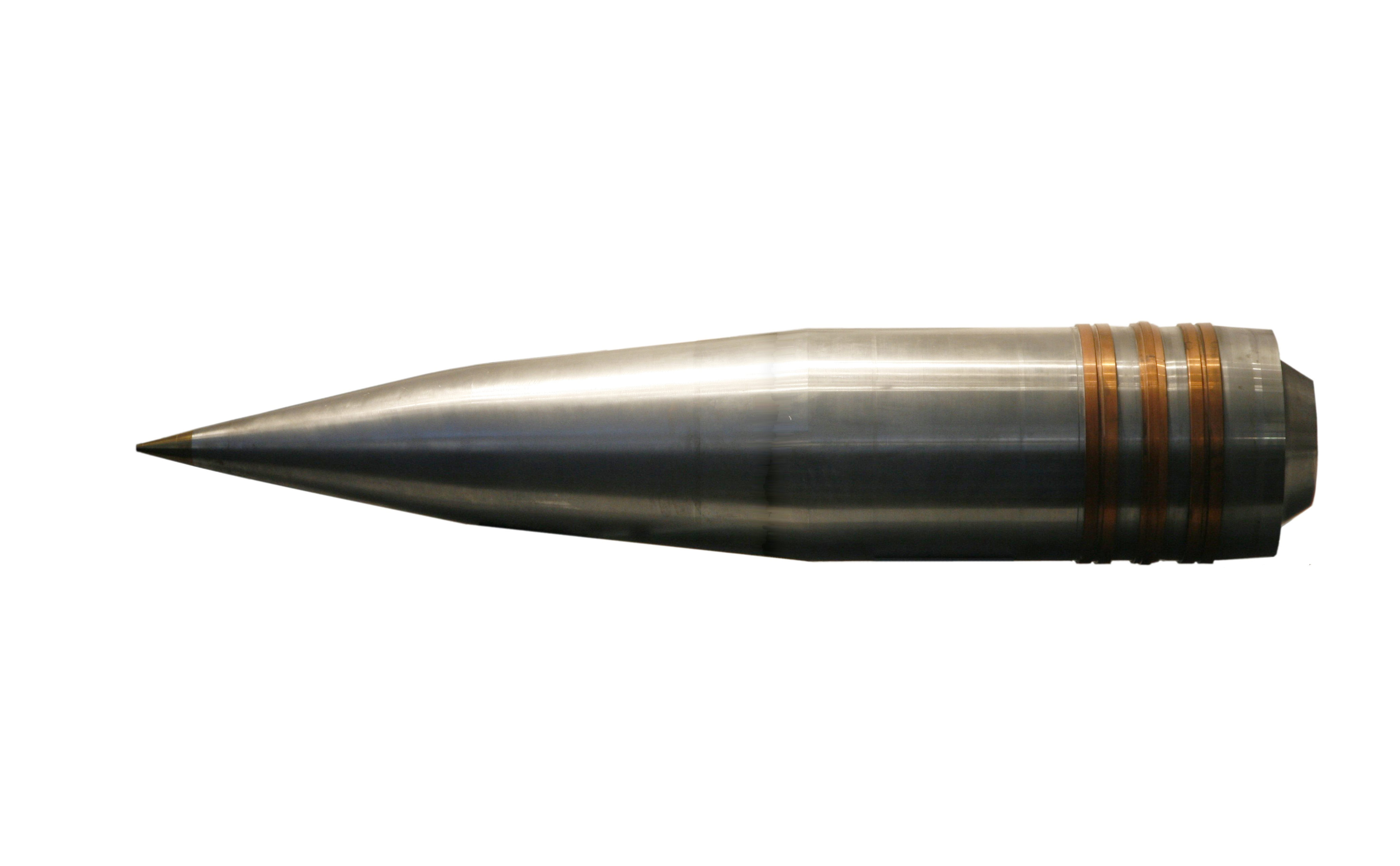
Đạn pháo 380mm trong Bảo tàng Hàng hải Quốc gia Pháp. Dùng cho 380mm/45 Modèle 1935 (Pháo bắn đạn xuyên phá 380mm tỉ lệ chiều dài nòng CaL 45)

Ngày nay, pháo thường được gọi theo hai công dụng phổ biến, là bắn đạn trái phá (lựu pháo) và đạn xuyên mục tiêu di động bọc giáp tốt (pháo chống tăng). Lựu pháo bắn đạn nặng, mang nhiều thuốc nổ, đường đạn cong, có thể bắn gián tiếp (tức bắn mục tiêu bị khuất núi). Lựu pháo có thể mang nhiều loại đầu đạn như sinh, hóa, hạt nhân, tạo khói, cháy... Pháo chống tăng bắn đạn có vận tốc lớn, đường đạn thẳng căng, mật độ cao.
So với pháo thời kì đầu thế kỉ 20, pháo sau Chiến tranh thế giới thứ hai có chiều dài nòng tăng. Những pháo lúc này được gọi là nòng ngắn cũng có tỷ lệ chiều dài nòng lớn hơn rất nhiều trước đây, ví dụ, khẩu ML-55 152mm (D-20) có tỉ lệ này là 25. Các pháo đầu thế kỷ 20 phần nhiều chỉ có L như súng cối ngày nay.
Đạn dài thay cho đạn cầu. Đạn dài có hai loại, ổn định xoáy và ổn định cánh đuôi, lần lượt dùng cho súng nòng  xoắn và nòng trơn. Đạn xoáy dùng trên pháo lớn có đai đạn bằng kim loại mềm tác động tới rãnh xoắn, nhờ đó giảm mòn nòng. Không như đạn súng nhỏ thì bọc cả viên đạn bằng vỏ mềm.

### Bắn gián tiếp và bắn trực tiếp
Bắn gián tiếp là bắn mục tiêu không nhìn thấy. Bắn trực tiếp là bắn mục tiêu nhìn thấy.
Bắn gián tiếp có độ chính xác thấp, chỉ dùng diệt sinh lực hay công trình yếu. Ưu điểm là tấm rất xa và di chuyển mục tiêu nhanh chóng, chỉ cần chỉnh tầm hướng.
Bắn trực tiếp có độ chính xác cao, dùng để diệt công sự kiên cố và xe tăng. Tuy nhiên, tấm bắn gần và phải kéo đến gần mục tiêu. Chiến đấu bằng pháo này rất nguy hiểm vì phải lên tiền tuyến.
Dã pháo là bắn gián tiếp, lựu pháo và pháo chống tăng bắn trực tiếp. Dưới đây còn có loại pháo đa năng.
Dã pháo, lựu pháo và pháo chống tăng là ba loại pháo thông thường chủ yếu của pháo binh.

### Pháo hỗ trợ,dã pháohiện đại.
Một trong những nhiệm vụ của súng lớn là "hỗ trợ pháo binh", cách nói của một số người. Cụm từ này ngày nay chỉ dã pháo hay là "pháo gọi", những súng lớn bắn theo yêu cầu. Trong các ngôn ngữ châu Âu, cụm từ trên hay gọi như field artillery (hay "Pháo binh chiến trường"). Thực ra, cụm này xuất phát từ field gun, bắn trực tiếp tầm ngắn, thường là bắn đạn ria, ngày nay thì ngược lại. Cũng có một số cách dịch như trường pháo, nhưng từ chính thức được dùng ở Việt Nam là pháo dã chiến hay dã pháo.
Ngày nay, "pháo hỗ trợ" là lựu pháo sử dụng phương pháp "pháo bắn gián tiếp", pháo hỗ trợ thường để diệt sinh lực, đôi khi để phá hủy cụm công trình kém kiên cố. Pháo bắn gián tiếp hoạt động như sau. Biên chế gồm 4 nhóm: một người hay nhóm người quan sát mục tiêu (trinh sát pháo), nhóm tính toán kế toán pháo, chỉ huy pháo và trận địa pháo, tất cả liên lạc với nhau. Trinh sát pháo quan sát mục tiêu, báo về tọa độ ban đầu và đạn lệch bao nhiêu khi bắn, kế toán pháo căn cứ vào đó tính ra "phần tử" và "lượng sửa", tức các tham số tầm hướng ban đầu và hiệu chỉnh, trận địa pháo bắn theo kế toán pháo và chỉ huy pháo. Tốc độ bắn và thời gian bắn do chỉ huy pháo quyết định. Chỉ huy pháo theo các yêu cầu của bộ binh và tình hình địch ta mà quyết. Trước đây nhóm này xây dựng các căn cứ đo đạc bằng bản đồ và các "vật chuẩn", tức các cọc tiêu hay điểm địa hình dễ quan sát. Phương pháp này nay được hỗ trợ bởi máy tính điện tử và hệ định vị toàn cầu.
Về tính năng, pháo hỗ trợ giống như dã pháo trước đây: chúng cùng bắn chống người và công trình yếu, cùng linh hoạt di chuyển mục tiêu theo yêu cầu. Vậy nên pháo hỗ trợ ngày nay thừa kế tên dã pháo field gun. Tuy nhiên, pháo hỗ trợ ngày nay dùng những khẩu pháo khác hoàn toàn dã pháo cổ, chúng to nặng và những khẩu pháo tầm xa thích đặt phía sau chứ không phải ở tiền duyên.
Trong biên chế Quân đội Nhân dân Việt Nam và một số nước, pháo hỗ trợ không hình thành một binh chủng, đó chỉ là một phương pháp bắn, đơn vị lựu pháo nào cũng có biên chế các thành phần của pháo hỗ trợ. Các pháo hiện đại như PzH 2000 nòng dài của Đức cũng vậy,
cho dù xuất xứ của nó, khẩu M109 Mĩ là pháo nòng ngắn tự hành bọc thép, pháo tấn công.

### Đấu pháo, một cuộc đối đầu của súng lớn.
Ngoài việc hỗ trợ chiến trường, các pháo hỗ trợ cũng trực tiếp bắn nhau, đó là trận đánh kiểu đấu pháo. Đấu pháo ngày nay có các radar đo đặc tính phản xạ, đặc tính tốc độ thẳng và quay của đạn đối phương, qua đó xác định loại pháo, loại đạn, vị trí đối phương chính xác nhanh chóng. Các pháo tầm xa đấu pháo có lợi do có thể đặt ở ngoài tầm địch. Đài quan sát kết hợp với kế toán pháo nhanh chóng phát hiện mục tiêu, đo đạc tính toán phần tử, tìm lượng sửa nhanh tạo điều kiện ta bắn trúng địch trước. Khi hai bên đã bắn được nhau, thì công sự tốt, pháo che chắn tốt, tốc độ bắn... là những lợi thế. Lựu pháo phản lực đánh nhanh rút gọn lợi thế trong việc tránh một trận đấu pháo hay đè bẹp đối phương. Chiến thuật lợi thế của đấu pháo là lực lượng phân tán, hỏa lực tập trung, ngày nay chiến thuật này được máy tính và hệ định vị toàn cầu hỗ trợ rất thuận tiện. 
Các phương tiện khác như hồng ngoại, quang, vệ tinh, máy bay, thông tin... góp phần quan trọng trong trinh sát phát hiện địch, mấu chốt của trận đấu pháo. Máy bay chống mặt đất mới nhất của Mĩ F-22 có radar tạo luồng nhanh, đo đạn quay nhậy, máy tính mạnh gồm 60 máy tính blade, đồng thời mang được bom đạn hạng nạng chính xác cao, là kẻ thù nguy hiểm của pháo binh. Đạn tự hành như các đạn tự hành hành trình dùng hệ thống định vị toàn cầu, đạn tự hành đạn đạo chiến thuật tầm dưới 500 km độ chính xác cao điều khiển bằng radar là úy kị hay sát thủ của pháo.
Một sự kết hợp với đạn tự hành chiến thuật và pháo là hệ thống BM-30, nó dùng được như những giàn pháo bắn nhanh, bắn đạn có điều khiển chính xác, điều khiển qua GPS hoặc hệ thống định vị cục bộ của UAV. Pháo có tầm bắn hơn 90 km, một tiểu đoàn 3 xe triển khai, bắn 36 đạn nặng 300 kg mỗi đạn, thu hồi chưa đến 10 phút. Trinh sát pháo có hỗ trợ của các UAV Pchela-1, Pichak hay T-92 (dùng một lần), các UAV này có hệ thống định vị cục bộ kiêm luôn chức năng kế toán pháo. Hiện tại, đây là loại pháo có khả năng đấu pháo tốt nhất.

### Lựu pháotầm ngắn.

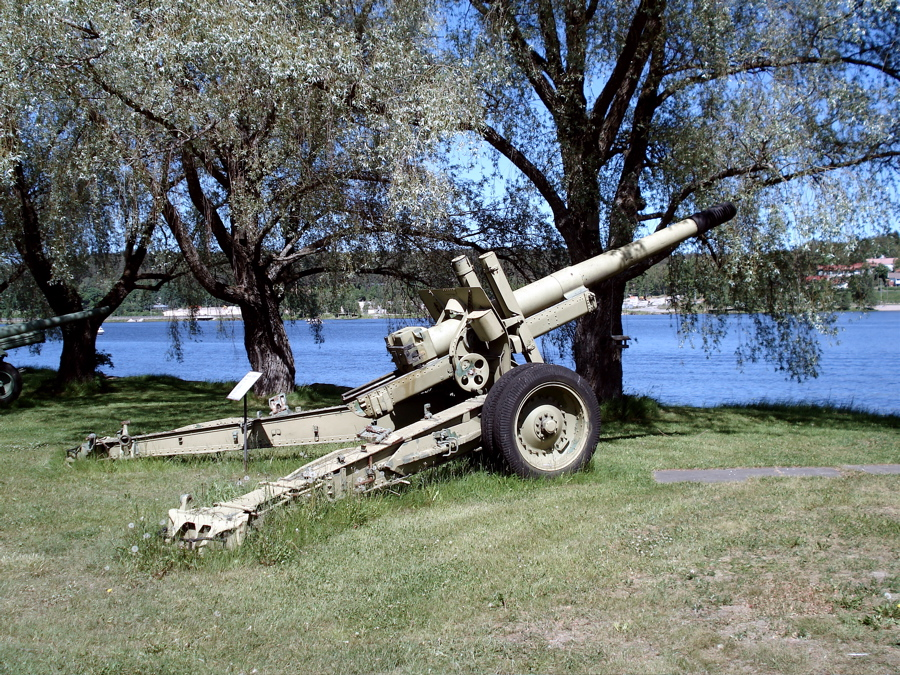
Lựu pháo nòng ngắn 152mm kiểu 1938 Liên Xô ML-20 trong Chiến tranh Vệ Quốc
Chiều dài nòng cả ổ 4412 cal 29. Chiều dài nòng không ổ 4240 cal 27,9. (đều không kể mũ đầu nòng)
Pháo có thể bắn gián tiếp hay mục tiêu nhìn thấy

Lựu pháo tầm ngắn, hay lựu pháo nòng ngắn, là pháo bắn đạn trái phá (đạn nhồi nhiều thốc nổ). Pháo này có L nhỏ (dưới 40). Đường đạn không căng nên khó chống mục tiêu di động. Lựu pháo thường được dùng để bắn mục tiêu là bộ binh hay công trình, công sự, bắn trực tiếp mục tiêu nhìn thấy ở tiền tuyến (hay dùng tấn công công sự) hay bắn gián tiếp (hay dùng đánh bộ binh) đều được. Lựu pháo gọn nhẹ cơ động hơn các pháo khác cùng cỡ, dễ di chuyển trên bãi chiến trường. Loại sơn pháo, hải pháo trước đây dần dần bỏ. Ví dụ về lựu pháo như khẩu 105mm M27 hoặc M34 Phương Tây. Hồi thế chiến có khẩu ML-20 152-mm kiểu 1937 Nga. Hồi Trận Điện Biên Phủ có khẩu 105-mm Light Gun, bắn đầu đạn nặng 15,1 kg sơ tốc 709 m/s, tầm 17,2 km, do phương Tây chế tạo. 105-mm Light Gun ngày nay cải tiến thành 105-mm Pack Gun dùng ở phương Tây và Tàu. Lựu pháo cũng có thể được dùng bắn thẳng tiền tuyến, nên đôi khi được gọi là pháo bắn thẳng (howitzer). ML-20 152-mm, còn gọi là 152-mm nòng ngắn để phân biệt với pháo 152-mm nòng dài, rất hay được sử dụng bắn trực tiếp vào chiến tuyến địch, các pháo bắn thẳng như vậy rất cần lá chắn. Sau ML-20 được cải tiến thành ML-20S đặt trên thân xe tăng KV thành pháo tự hành tấn công SU-152-mm, rất đắc dụng khi tấn công công sự. Cũng vì vậy mà lựu pháo tầm ngắn còn có tên gọi là "pháo tấn công" (assault gun), nhẹ dễ di chuyển.
Súng phóng lựu là lựu pháo rất nhỏ dùng cá nhân. Hồi Chiến tranh Việt Nam có khẩu M-79 của Mĩ còn được gọi là "cối cá nhân". Ngày nay, ống phóng lựu thường được lắp trên súng trường tấn công.

### Lựu pháotầm xa.

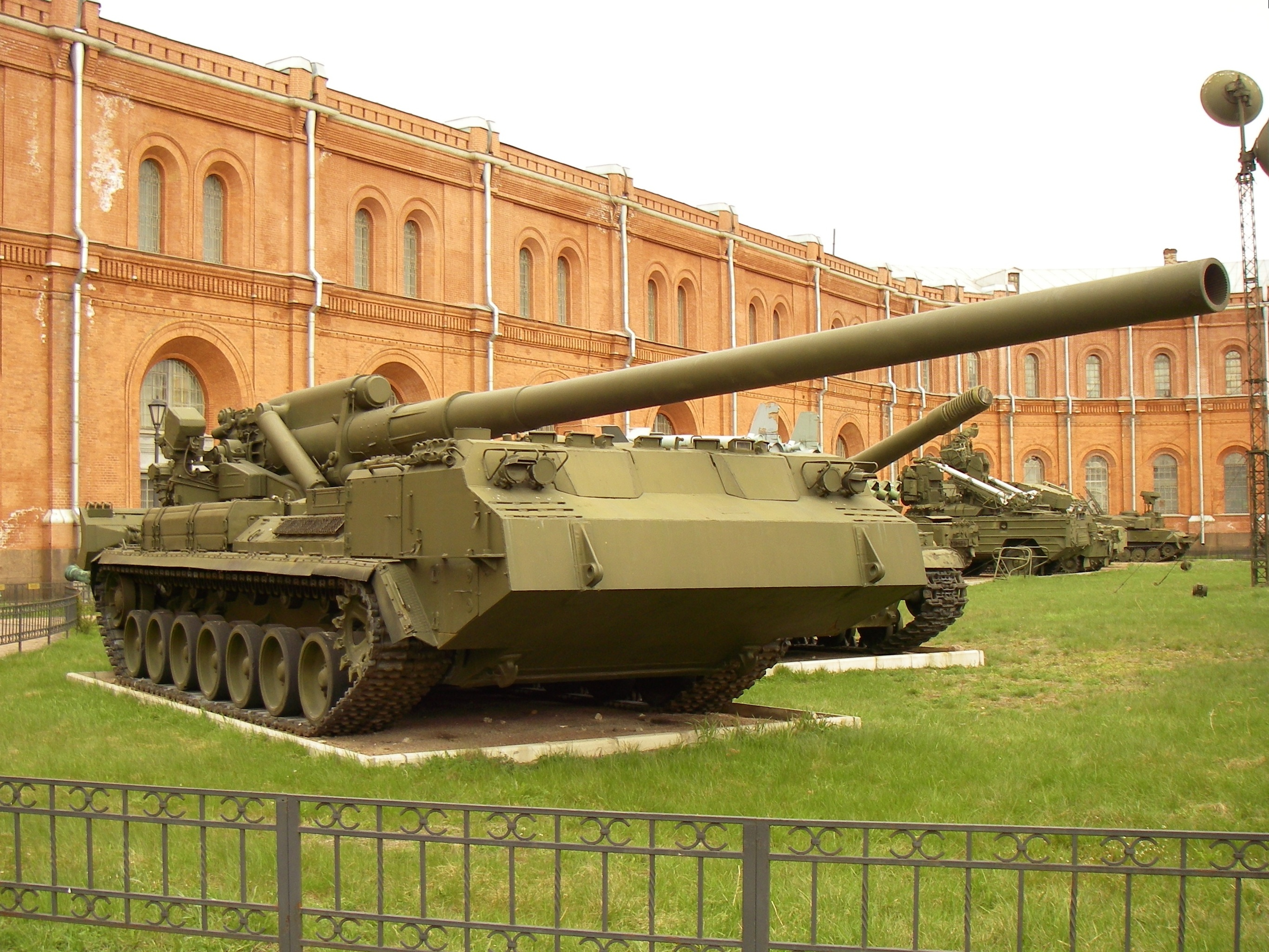
Pháo tự hành tầm xa 2S7 Nga, cỡ nòng 203 mm, tầm bắn 55 km. Hơi khác M107 ở hệ thống nhồi đạn cơ khí hóa.

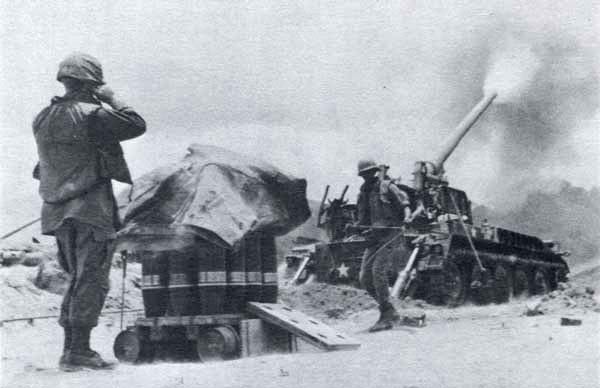
Sử dụng M107 ở Việt Nam

Lựu pháo tầm xa, lựu pháo nòng dài, pháo nòng dài tầm xa, hay còn gọi là pháo cấp chiến dịch, như khẩu M-46 130 mm Nga
Pháo tự hành tầm xa M107 175-mm, tự hành nhưng không bọc thép khi chiến đấu, lắp pháo M113, cal 60. Bắn đạn nặng 66,6 kg sơ tốc 914 mét/giây, tầm bắn trên 30 km. Trong Chiến tranh Việt Nam được sơn chữ "Vua chiến trường" lên nòng. Thể hiện nhược điểm không bọc thép và cơ khí hóa nên bắn rất chậm (tối đa 3 phát phút, ở chiến trường Việt Nam tối đa chỉ 2, dễ tổn thương khi đấu pháo với M-46 130mm. Tổ chiến dấu 8 người rất dễ tổn thương, làm việc khó khăn. Người Việt Nam nhỏ yếu còn vất vả hơn nhiều với pháo này. Sau này được thay thế bởi các hậu duệ của M109.
Pháo có nòng dài (L lớn hơn 40), tầm xa bắn đạn trái phá cầu vồng, chống người và công trình, công sự. Pháo có thể dùng như lựu pháo với tầm xa hơn hoặc dùng để đấu pháo rất ưu thế. Do cùng cấu tạo nòng, lựu pháo tầm xa đôi khi được cải tiến đặt trên xe tăng dùng như súng chống tăng, như khẩu M-46 có nòng giống nòng xe tăng hạng nặng JS-7 Nga trước đây. So với lựu pháo tầm ngắn, lựu pháo tầm xa cồng kềnh nặng nề.

### Pháo đa năngnòng trung bình

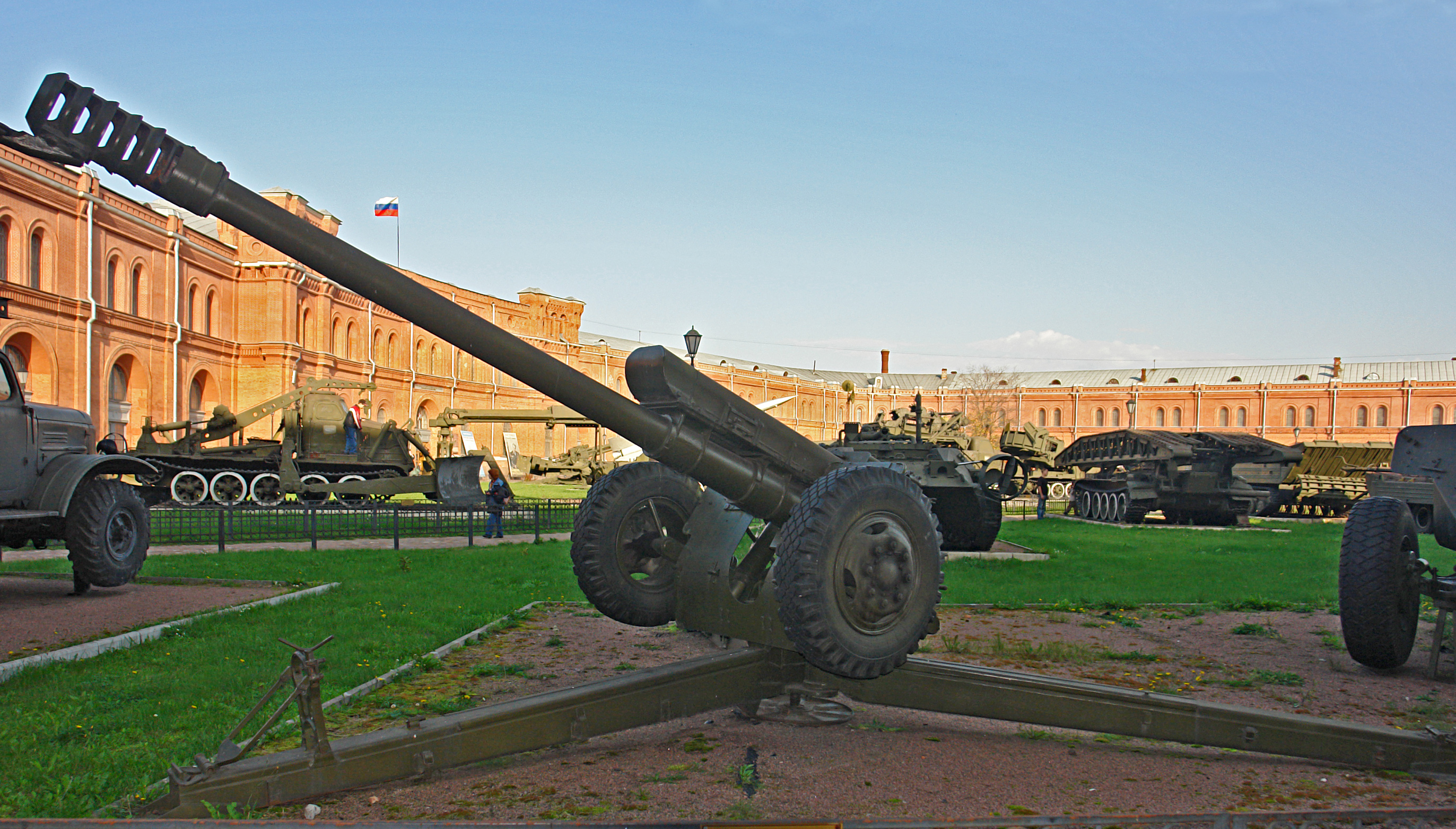
D-30 Liên Xô. 3,2 tấn. 122mm. Bắn xa 21km. Tỉ lệ CaL 38. Tốc độ bắn 7-8 phát/phút.

Flak 88mm thể hiện ưu thế trên chiến trường bởi đa năng, nó có thể phòng không, chống tăng, bắn trái phá. Tuy nhiên, nhược điểm của nó là quá cồng kềnh. Tiếp theo khẩu Flak 1937 88mm của Đức, người ta thấy ưu thế của loại pháo đa năng trên tiền duyên. Ví dụ, thay cho 3 khẩu làm ba chức năng chống người-công sự-xe tăng thì ta dùng 3 khẩu đa năng, sức mạnh tăng gấp 3 trong mỗi nhiệm vụ. Tuy nhiên, ở tiền duyên cần một khẩu pháo linh hoạt khi bắn và cơ động khi hành quân hơn là Flak 88mm.
Khẩu D-30 122mm Liên Xô được cải tiến nhiều lần và tranh bị hết sức rộng rãi ở trên 60 nước. Pháo được cải tiến từ khẩu 122 mm howitzer M1938 (M-30), tuy nhiên, phần nòng thì lấy của xe tăng IS-2. D-30 có chiều dài nòng CaL cỡ 38, quay tròn 360 độ trên giá 3 chân, ngỏng -7 độ đến +70 độ. Tầm bắn đạn trái phá cỡ gần 30 kg đạt 15,4 km tối đa, với đạn trái phá có tên lửa là 21 km. Tốc độ bắn 7-8 phát phút. Khối lượng chiến đấu 3 tấn 2. Khác với Flak 1937 88mm, D-30 122mm có bánh xe và khả năng co lại khi hành quân, tốc độ thu pháo và triển khai chiến đấu rất nhanh.
Trong điều kiện chiến trường hiện đại, pháo kiêm 3 chức năng: chống tăng, lựu pháo và dã pháo. Vì vậy pháo mới đắc dụng và được nhập khẩu, sản xuất theo bản quyền và copy trái phép hết sức rộng rãi. Pháo được sử dụng ở tiền duyên trong chiến tranh chính quy, khi cần có thể đứng một chỗ chống tăng, hay tiến lên theo bộ binh, hay tụt lại làm lựu pháo tầm khá xa...
Pháo binh Việt Nam dùng đủ các loại pháo như: Pháo chống tăng D-44 85mm, Lựu pháo tầm xa M-46 130mm, Pháo đa năng D-30 122mm.

### Pháo nòng dài bắn thẳng, pháo chống tăng, pháo trên xe tăng

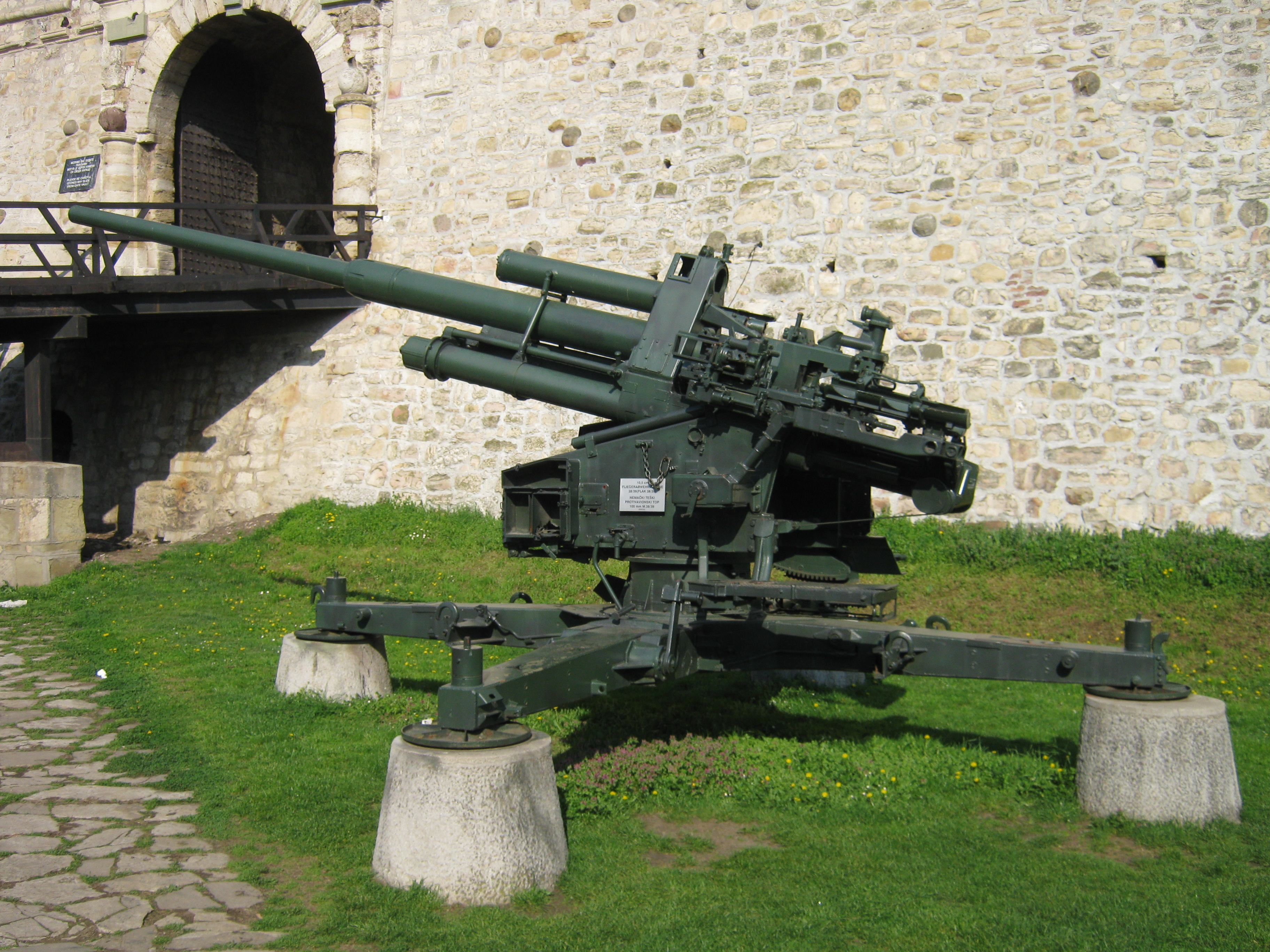
Pháo phòng không Flak 88mm Đức Kiểu 1937. Tỷ lệ chièu dài nòng cal 56, bắn đạn 9,4kg sơ tốc 820m/s. Đầu Chiến tranh Vệ Quốc, người Đức không có pháo trên xe nào bắn thủng được giáp xe KV nên hạ nòng khẩu súng này bắn thẳng. Điều đó đã thúc đẩy các nhà thiết kế cải tiến các pháo phòng không bắn phát một, cho ra đời pháo chống tăng. Sau này, khẩu Flak 88mm cải tiến dặt trên xe Tiger 2 có cal đến 70.

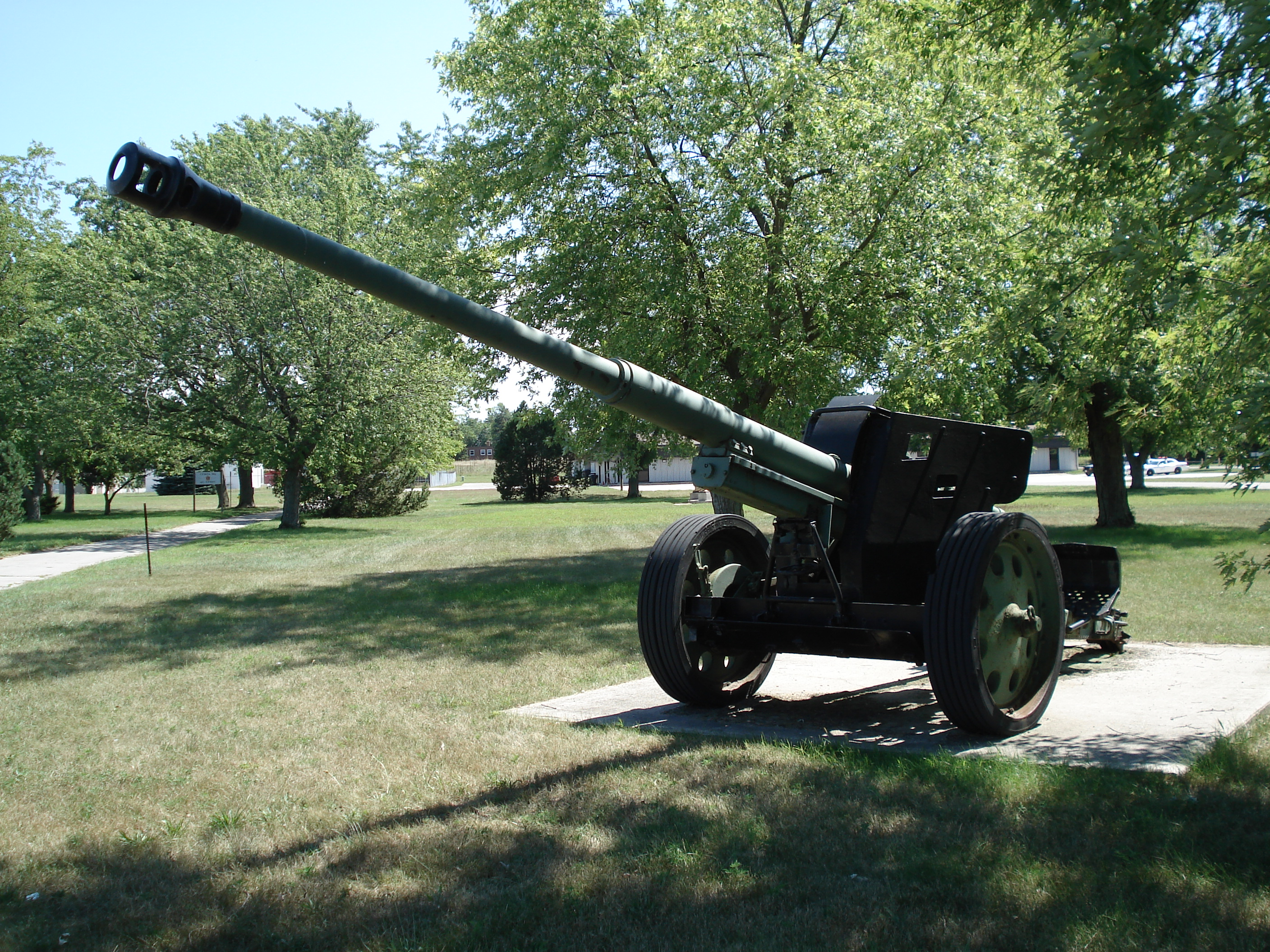
Pháo chống tăng Đức Flak 88mm Kiểu 43/41. cal 71. Bắn đạn dài 822mm. đầu đạn 9,4kg sơ tốc 1000m/s. Vừa chống tăng vừa bắn gián tiếp.

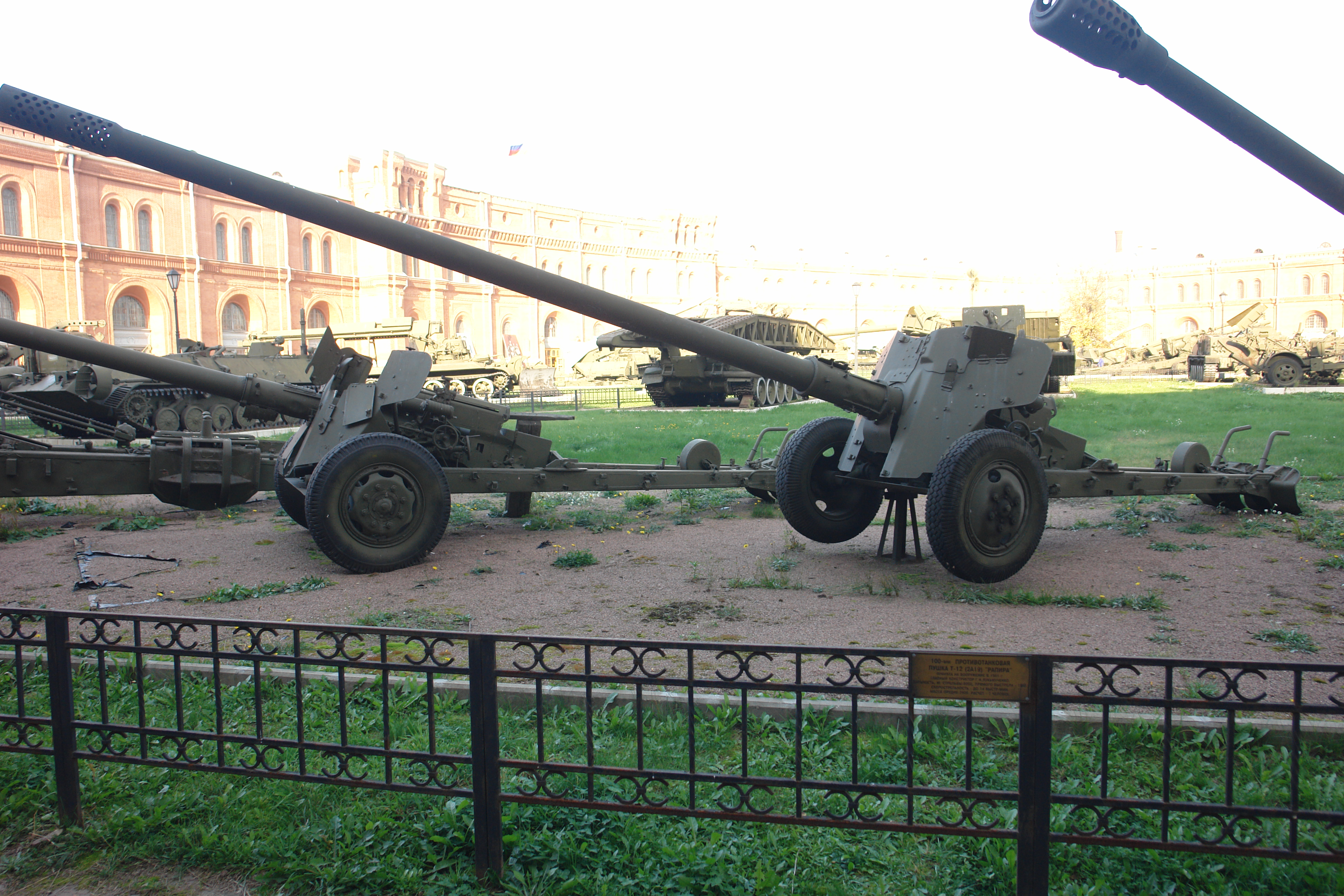
Pháo chống tăng MT-12 100 mm nòng trơn Nga. Pháo bắn đạn tốc dộ cao xuyên giáp ổn định cánh đuôi, có guốc giảm cỡ, xuyên 225 mm thép cán ở 1000 mét.

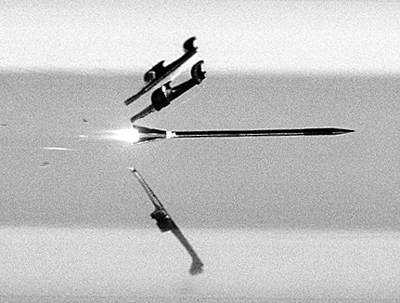
Phần đầu đạn mới ra khỏi nòng của APDS-FS, thanh xuyên KE đang bỏ guốc Sabot.

Pháo nòng dài bắn thẳng, như khẩu 85 mm D-44, D-74 122 mm Nga, L lớn (hơn 50). Pháo dùng ở tiền tuyến, bắn thẳng (đúng hơn là bắn trực tiếp, bắn mục tiêu nhìn thấy). Do đường đạn căng nên chống mục tiêu di động tốt, còn gọi là pháo chống tăng. Độ chính xác phải cao, nòng pháo giữ hướng trong phát bắn và giá pháo ổn định sau mỗi phát bắn.
Pháo trên xe tăng cũng vậy nhưng đôi khi không có khối lùi và máng, hoặc có nhưng ngắn. Pháo xe tăng và tàu chiến sử dụng vật liệu tốt, gia công kĩ để lấy toàn bộ khối lượng tàu hay xe hãm pháo mà không biến dạng, cho đường đạn rất tốt. Pháo dùng trên xe tăng ngày nay được hệ thống điện tử ổn định tầm hướng tự động khi di chuyển. 
Với pháo kéo, các pháo chống tăng có bộ giá pháo, càng pháo và đặc biệt là máy hãm lùi và máy đẩy về được thiết kế đặc biệt. Mục tiêu của thiết kế phải đảm bảo đường đạn thật chính xác, nòng hầu như không đổi hướng khi đạn còn trong nòng. D-44 có bộ hãm đặc biệt, khi đạn còn trong nòng nó không hãm, sau đó được hãm bằng lực đồng đều nhờ một cần điều khiển tiết lưu. Nòng cũng thấp so với càng, thường càng làm cao để hướng nòng thay đổi ít sau phát bắn.
Trước Thế chiến II chưa có Pháo chống tăng. Trong Chiến tranh thế giới thứ hai, các pháo nòng dài bắn thẳng được cải tiến từ các pháo phòng không bắn phát một (như khẩu Flak 88 mm Đức, khẩu 76 mm và 85 mm chống tăng Nga). Loại xe tăng thông dụng ngày nay gọi là MBT, chiến đấu chống lại cơ giới. Đạn xuyên giáp làm rất công phu, đạn xe tăng rất khác với đạn pháo khác.
So với lựu pháo nòng ngắn, pháo nòng dài bắn thẳng bắn đạn nhẹ nhưng sơ tốc lớn, đạn APDS-FS không mang thuốc nổ phá theo, đạn APDS-FS-DU làm bằng uran có tỷ khối đến trên 19. Pháo cũng rất gọn nhẹ vì phải chiến đấu ngay trên tiền tuyến, rất cần cơ động. Tầm hiệu quả chống tăng rất thấp so với tầm tối đa, kể cả tầm tối đa bắn trái phá. Như khẩu D-44 85mm diệt MBT 1 km và bắn trái phá 15 km.
Những yêu cầu xuyên giáp dẫn đến chuyển sang nòng trơn. Đạn mũi tên KE giảm cỡ nhẹ, sơ tốc lớn, có khả năng xuyên tốt hơn, ít lực cản, đường đạn tốt. Nhưng đường kính nhỏ nên hiệu ứng con quay không đủ làm đạn ổn định. Vì thế người ta chuyển sang dùng ổn định cánh đuôi và pháo nòng trơn. Liên Xô đi tiên phong việc bỏ nòng xoắn truyền thống vào những năm 1960, một phần của chương trình chế tạo xe tăng thế hệ mới T-64, T-72... Đến thập niên 1970, pháo dùng trên xe tăng các nước khác dần chuyển sang nòng trơn. Nòng trơn bền hơn, đặc biệt khi sơ tốc đạt 1850 m/s như ngày nay, nhưng nòng trơn yêu cầu gia công nòng và đạn chính xác hơn.
Ngoài pháo chống tăng mặt đất và xe tăng, hồi Chiến tranh thế giới thứ hai có loại "xe diệt tăng" (tank destroyer). Đây là các xe diệt tăng rẻ tiền, chế tạo trong lúc thiếu xe tăng. Ví dụ, khẩu SU-122, lắp trên thân xe KV2, mang pháo 122 mm nòng ngắn (thực chất là SU-152 thay súng). Loại pháo chống tăng tự hành này về sau mất giống. Ngày nay các xe diệt tăng thường mang đạn tự hành chống tăng-ATGM, như 9M123 Khrizantema, phương Tây thường gọi là AT-15. 
Thời cổ, "field gun", tiếng châu Âu chỉ pháo mặt đất bắn thẳng cơ động, dễ kéo đi cùng đội hình bộ binh, hỗ trợ bám sát bộ binh, hơi giống nhiệm vụ lựu pháo tầm ngắn và pháo nòng dài bắn thẳng. Vì vậy, "howitzer" và "field gun" hay được dùng lẫn.

### Pháo tự hành,Pháo tự hành bọc thép,pháo tự hành tấn công.

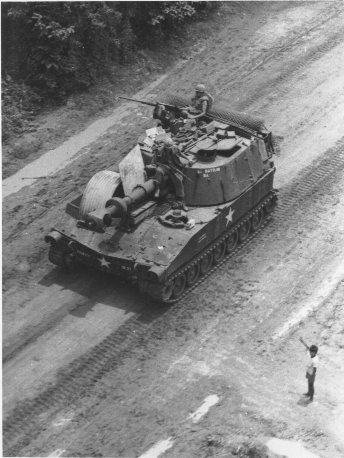
Pháo tự hành tấn công M109 Mĩ 155mm CaL 19,5 ở Việt Nam, tốc độ bắn cao nhất 4 phát/phút. Mẫu ban đầu M109-155 mm ngày nay trở thành thủy tổ của nhiều loại, được coi là chuẩn mực của phương Tây. Ban đầu dùng nòng ngắn, nhưng ngày nay các kiểu hậu duệ của M109 đều nòng dài.

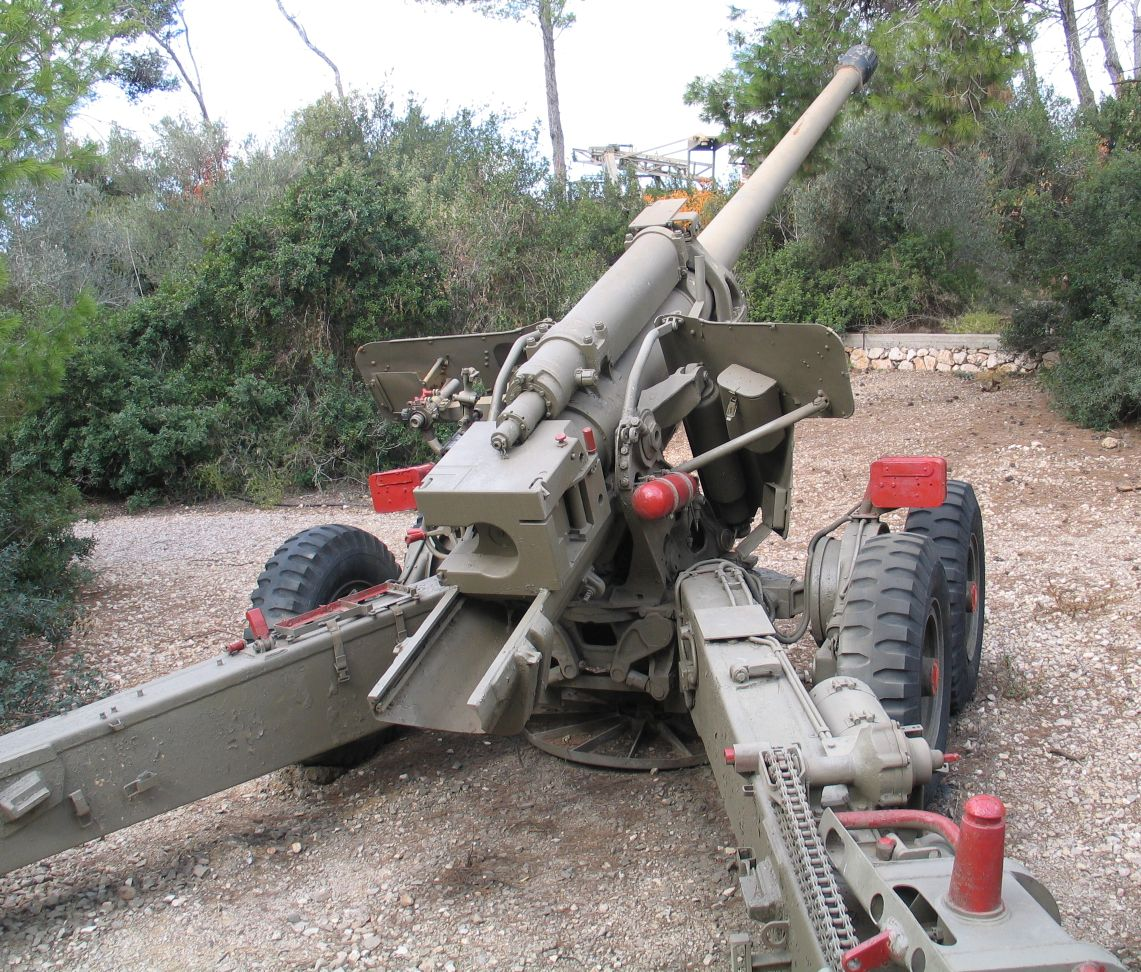
Pháo cấp chiến dịch M-46 Nga (lựu pháo tầm xa). Tầm bắn tối đa ban đầu 22,5 km, trong Chiến tranh Việt Nam đạt 27,5 km. Sau này đạt 38 km. Đầu đạn 33,5 kg. Tốc độ bắn 6 phát/phút. Tỉ lệ chiêu dài nòng cal=52.

Pháo có động cơ tự di chuyển không cần kéo là pháo tự hành viết tắt là "SPG" (self-propelled gun). Có thể dã pháo tự hành, lựu pháo tự hành và có pháo tự hành bọc thép tức pháo tự hành có giáp (trong khi chiến đấu).
Lựu pháo tầm ngắn tự hành bọc thép, được gọi là pháo tự hành tấn công, một bộ phận của binh chủng hợp thành, dùng để chống các công sự và bộ binh đối phương, cũng nhiệm vụ tiền duyên như lựu pháo nòng ngắn trước đây, nhưng ưu thế bằng động cơ mạnh và thêm nữa là vỏ giáp khi chiến đấu. Trong Chiến tranh thế giới thứ hai, pháo tự hành tấn công SU-152mm nòng ngắn bắn đạn cỡ lớn có tác dụng mạnh. Lúc đó, pháo tự hành tấn công bọc thép, lắp lựu pháo nòng ngắn, không có tháp pháo quay, đặt trên thân xe tăng cho dễ sản xuất lớn. 
Lựu pháo tầm xa, lựu pháo nòng trung bình, dã pháo tầm xa tự hành và có bọc thép, nòng trung bình hay dài, rất lợi thế khi đấu pháo tầm xa. Thực tế, dã pháo bắn gián tiếp có xác suất trung mục tiêu xe cộ không đáng kể, mảnh văng lại vô ích với giáp. Sau này, các pháo tự hành tấn công thường dùng nòng dài trung bình và tháp pháo quay, hậu duệ của SU-152mm là 2S3 M-1973 Akatsiya. Nhờ cấu tạo này chúng vừa làm lựu pháo, vừa làm dã pháo, mặt nào cũng ưu thế.
Trong chiến tranh Việt Nam - Mĩ đưa vào trang bị khẩu M109, tuy nhiên nó không được thành công lắm vì nòng quá ngắn, không còn thích hợp với thời cuộc, ngay khi mới ra đời. Cụ thể hơn,quân giải phóng không mấy khi đánh bằng phòng tuyến với công sự để pháo này bắn, có L19, pháo khó làm nghề nghiệp gì khác ngoài nhiệm vụ tấn công công sự.
PzH 2000 là pháo có phần xe giống M109, nhưng khẩu pháo trên xe là khẩu Rheinmetall 155mm L52 do Đức chế tạo. PzH 2000 nặng 55 tấn như một cỗ xe tăng hạng nặng. Nga có Msta. Ngày nay, pháo tự hành tấn công có các bộ phận cơ khí hóa và tự động hóa, như tự nạp đạn, ổn định tầm hướng định vị, thông tin... Msta bắn được đạn tự hành.
Loại SPG không bọc thép dần dần bị loại bỏ, như M107. Bên Nga có loại 2S7 có cấu tạo như M107, cỡ nòng 203 mm. 2S7 có máng nạp đạn thủy lực, như cánh tay người máy bên phải xe, tổ chiến đấu không phải mang đạn và liều lên mặt xe, tốc độ bắn cao và ổn định hơn M107. Pháo lớn nếu không tự hành và bọc thép rất yếu. Ví dụ, M107 Vua chiến trường ở Việt Nam nạp đạn thủ công rất chậm, tổ chiến đấu 8 người trèo lên mặt pháo cao, dễ tổn thương, bắn rất chậm. Trận chiến thê thảm của vua chiến trường là Đường 9 Nam Lào 1971, bị M-46 bắn tơi bời.
Gần đây, châu Âu, Nga, Mĩ đều phát triển pháo tự hành tầm xa lớn, bắn được đạn tự hành. Tuy nhiên, chỉ có hai pháo Msta Nga, PzH 2000 Đức là đi vào thực tế, pháo Crusader Mĩ tạm dừng chương trình.

### Pháo bắn nhanh, pháo cơ khí hóa, pháo tự động
Pháo bắn nhanh trước đây thường chỉ áp dụng cho các pháo nhỏ như pháo phòng không, thường dùng các cơ cấu lùi, trích khí. Các pháo có động năng đầu đạn lớn thường khó làm được pháo bắn nhanh, do cơ cấu máy móc cần rất khỏe khó làm phức tạp. Gần đây, xuất hiện nhiều loại pháo bắn nhanh bắn đạn động năng đầu dòng lớn.
Các pháo cơ khí hóa trên các xe có pháo cho phép khả năng đối kháng tăng vọt. Chúng có máy móc vận hành bằng động cơ, thông qua thủy lực, khí nén hoặc điện năng. Vasiliy Mendeleev (1886-1922) là người đầu tiên đưa ra ý tưởng như vậy nhưng đồ án không được thực hiện. Hiện nay, các pháo tăng và một số loại xe khác đều có ổn định tự động nòng khi di chuyển.
Các pháo trên xe tăng của T-64 đến nay sử dụng cơ cấu máy thủy lực băng đạn tròn bắn đạn liều rời. Băng đạn nằm ở phần tháp pháo chìm trong thân xe, quay tròn được, việc quay này cho phép chọn đạn. Đạn được qay đến vị trí chọn sẽ được tay máy thủy lực nhồi vào nòng. Xe tăng T-72 trở đi có thêm phần giao tiếp lập trình cho những đầu đạn có phần điện tử, qua đó máy tính truyền lệnh cho đầu đạn trước khi nạp. Nhờ vậy, xe tăng tự động chọn đạn, bắn được nhiều loại đạn, đặc biệt là có tốc độ bắn rất cao, bắn trong khi di chuyển mạnh... Việc cơ khí hóa cũng làm bớt người trên tháp pháo, giảm thể tích và tăng độ dày vỏ xe. Vì vậy, việc cơ khí hóa pháo trên xe tăng là một yêu cầu thiết yếu tăng ưu thế khi đấu tăng-nhiệm vụ quan trọng nhất của xe tăng.
Xe tăng AMX của Pháp chọn cơ cấu đạn liền, điều này làm tốc độ bắn cao nhất trong số các xe tăng hiện nay. Kiểu băng đạn lắp đạn liền này cũng được Nga và Ucraina thiết kế để bắn đạn 120mm tiêu chuẩn phương Tây
Các xe tăng không có cơ cấu này như M1A1, M1A2 phải di chuyển chậm để nạp đạn, bắn chậm, không tin cậy.
Msta-dã pháo tầm xa có hệ thống máy tính điều khiển tự động khi đấu pháo. Máy tính điều khiển hệ thống nạp đạn, hiệu chỉnh nòng, bắn tự động, với sự hỗ trợ của các hệ thống thông tin và định vị.
Xe cũng kết nối được mệnh lệnh từ tiền duyên để bắn đạn chính xác cao tầm xa theo yêu cầu.
Khi sử dụng như dã pháo, máy tính tự theo chương trình bắn như tốc độ bắn, loạt bắn, di chuyển mục tiêu... Nhờ vậy, Msta khi làm dã pháo nhanh chóng bắn chính xác mục tiêu ở xa. Hơn nữa, xe được bọc giáp chống mảnh, nổi trội khi đấu dã pháo.

### Súng cối

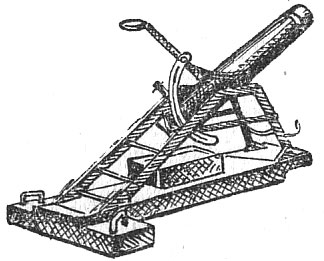
Cối của Leonid Gobyato, súng dễ di chuyển và có khóa tầm

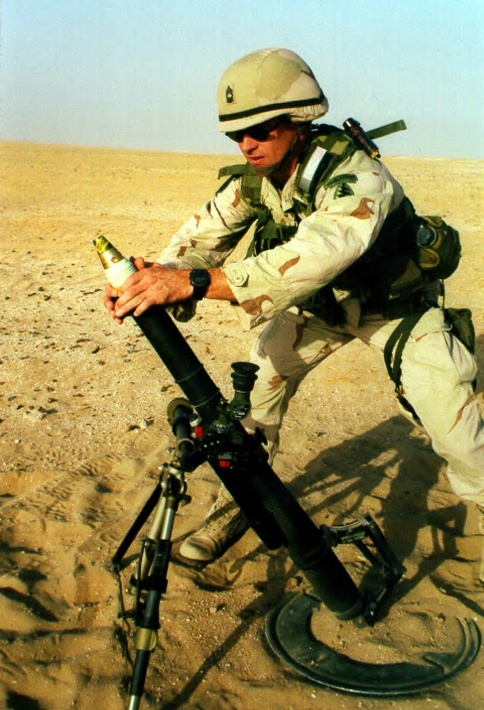
Bắn súng cối 60mm M224

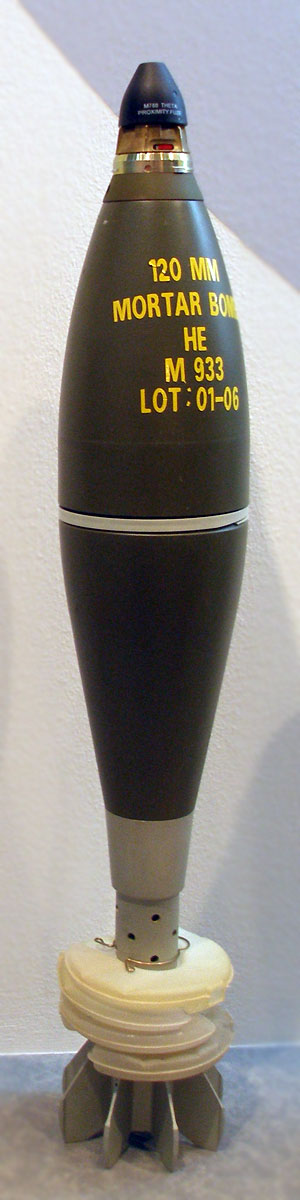
Đạn cối

Ngày nay, súng cối vẫn được định nghĩa là súng có tỉ lệ chiều dài nòng CaL nhỏ hơn 10, rất thấp, nhưng cũng cao hơn một số loại sơn pháo hay lựu pháo đầu thế kỉ 20. Đầu Thế Kỉ 20 Cối mới phát triển, nó tăng tỉ lệ chiều dài nòng lên chút nhưng quan trọng nhất là hình thành cơ cấu giá tầm hướng chỉnh được cùng phương pháp ngắm bắn gián tiếp.
Leonid Gobyato và Roman Kondratenko, hai viên tướng Nga là những người đầu tiên chế ra súng cối dễ mang vác cho bộ binh, ứng dụng trong trận đánh cảng Đại Liên, chiến tranh Nga Nhật. Wilfred Stokes, Anh năm 1915 chế ra cối Stokes chỉ cần 1 người mang. Đức sản xuất súng cối gần giống ngày nay trong Thế chiến 1. Ví dụ khẩu 7.58 cm Minenwerfer (trang bị 1916), thuộc nhóm Minenwerfer (bắt đầu phát triển 1913). Trước đó, súng cối nằm trong nhóm súng đặt cố định.
Đến Thế Chiến II thì cối đã phổ biến và giống ngày nay. Những cối nhỏ như 60mm, 81mm, 82mm đều có cấu tạo đơn giản. Một cái đuôi nòng tròn như tay nắm của Thần cơ thương pháo tống lực giật vào đế và xuống đất, giữa nòng có giá 2 chân, chố gá giá có khóa tầm hướng bằng trục vít, nòng trơn. Cối 60mm và cối 81mm (phiên bản khác là cối 82mm dùng cho đại đội và tiểu đoàn bộ binh đi bộ.
Đạn cối cũng đơn giản rẻ tiền. Nó được đúc bằng gang rẻ tiền và chả cần chính xác cho lắm, đạn ổn định cánh đuôi, cánh đuôi hơi nghiêng để bù sai chế tạo. Trong cần cánh đuôi là liều nguyên, đuôi liều này có hạt nổ giữa các cánh đuôi, đập vào kim hỏa ở đáy nòng. Cần cánh đuôi khoan nhiều lỗ để thoát lửa, khi chưa nổ, các lỗ nhỏ này bịt giấy. Quanh cần cánh đuôi có thể buộc thêm các liều phụ để tăng tầm.
Các cối nhỏ phần lớn là bắn bằng cánh thả đạn vào nòng, hạt nổ đập vào kim hỏa chọc ngược từ đáy nòng. Loại cối ngón cái dùng 1 người có cơ cấu cò bấm bằng ngón chân cái.
Xem thêm Рассказы о русском первенстве, Publ.Molodaya Gvardiya, 1950.
Cũng có những cối nòng xoắn, chúng thường có đạn ngắn và nạp đạn sau, như khẩu cối M30 107mm Mĩ.
Súng cối vẫn được sử dụng rất nhiều, ngày càng được hiện đại hóa, như súng cối dùng composite, càng ngày càng gọn nhẹ. Súng cối nhỏ ngày nay sử dụng hết sức đơn giản, lấy tầm hướng xong, chỉ cần thả đạn vào đầu nòng. Súng cối của bộ binh đi bộ thường làm góc bắn trên 45 độ, có tầm xa (do đẩy đạn lên tầng không khí loãng) và đỡ tốn giá pháo, còn súng cối đặt trên xe cơ giới có khả năng nạp đạn tự động, tốc độ bắn cao, đặt góc bắn thấp thêm chính xác, như các súng cối bắn nhanh 73mm và 100mm của BMP. Trên các xe này, súng cối bắn nhanh dùng hỗ trợ bộ binh tấn công ở tầm rất gần. Các xe như BMP gọi là IFV.
Súng cối rất nhỏ nhẹ so với các súng khác cùng tầm bắn và khối lượng đầu đạn, tốc độ bắn nhanh gấp 5-10 lần pháo. Súng cối cũng rất rẻ, đạn rẻ, dễ huấn luyện xạ thủ. Nhưng cối không thể bắn được mục tiêu di động và tản mát lớn do đường đạn tồi. Súng cối M224 của phương Tây nòng dài 101,6 mm, cỡ nòng 60 mm, nặng 21,2 kg, tầm bắn 3490 mét, tốc độ bắn từ 20-30 phát/phút.
Bộ binh đi bộ Việt Nam được trang bị cối 60 mm cấp đại đội, cối 82 mm cấp tiểu đoàn, cấp trung đoàn có cối 120 mm. Súng cối của Việt Nam thường nòng trơn. Cũng có những đơn vị dùng cối nòng xoắn 107mm chiến lợi phẩm vẫn còn.

### Súng phòng không

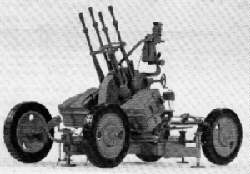
Súng phòng không ZPU-4, Nga, đưa vào trang bị năm 1949

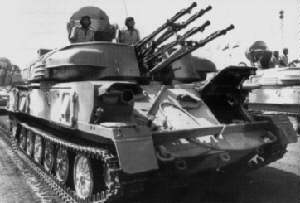
ZSU 23-4 điều khiển radar-máy tính

Súng phòng không nhỏ như 12,7mm chỉ khác khẩu 12,7mm bắn mặt đất ở giá pháo và thên thước ngắm phòng không. Các pháo phòng không lớn thay càng và cầy chống giật của pháo mặt đất thành bộ đế chống giật, gồm nhiều bàn đạp đặt xa nhau. Pháo phòng không được dặt trên giá quay 360 độ, có mâm pháo để xạ thủ ngồi quay cùng với nòng pháo. Pháo phòng không có nòng rất dài, tốc độ bắn cao. Để nâng cao tốc độ, người ta còn làm nhiều súng trên một giá pháo.
Ngày nay, "súng phòng không" có cỡ nhỏ, bắn nhanh, được điều khiển điện tử và một số chuyển sang nòng trơn. "Súng phòng không" còn có tên là "Pháo cao xạ". Hồi trước Thế chiến 2, súng phòng không là một cỗ pháo nòng dài, bắn phát một, bắn đạn trái phá vào khu vực có máy bay. Sau đó, người ta thường dùng các cỡ pháo nhỏ bắn nhanh liên thanh như 37mm, 23mm. Súng máy 14,3mm và 12,7mm dùng cho tầm thấp. Khi đã có tên lửa, thì các pháo phòng không lớn không được sản xuất nữa. Trong chiến tranh Việt Nam, khẩu ZSU-23-4mm Shilka. Pháo có 4 nòng 23mm bắn nhanh, đặt trên thân xe PT-76 tháo pháo quay bọc thép, đi kèm là radar phát hiện, bám và máy tính điện tử tính phần tử bắn và điều khiển tầm hướng tự động. Ngày nay người Nga dùng xe bắn pháo 30mm nòng trơn đi kèm với đạn tự hành nhỏ. Nhìn chung, súng phòng không ngày nay chỉ tác dụng ở tầm thấp.
Gần đây, các máy bay tầm thấp phát triển, bọc giáp tốt, nên việc sử dụng một số súng phòng không như 12,7mm bị lạc hậu. Ngược lại, các phương tiện bay tầm thấp ngày nay rất phát triển, như trực thăng vũ trang và máy bay hỗ trợ mặt đất tầm ngắn, máy bay chống tăng (như Sukhoi Su-25 Nga, A-10 Thunderbolt II Mĩ). Pháo phòng không hoạt động tin cậy hơn đạn tự hành, không thể thiếu, đặc biệt để bảo vệ các phương thiện phòng không khác như radar và chống đạn tự hành, bom lớn của đối phương.

### Binh chủng hợp thành, các hệ thống chiến đấu dùng súng trên bộ
Thật ra, súng lớn nòng dài bắn trái phá chỉ phát triển vào những năm đầu tiên của Thế kỉ 20 bởi Đức, và sau đó là các nước châu Âu khác. Tuy nhiên, thời làm vua chiến trường của chúng quá ngắn ngủi, Trận đánh Véc-Đoong đã chứng minh như vậy. Bấy chấp các pháo khổng lồ bắn một số lượng đạn khổng lồ, quân tấn công vẫn sa lầy trong trận địa chiến. Thế chiến thứ II đã làm phá sản trận địa chiến bởi binh chủng hợp thành. Chiến tranh cơ giới hóa thần tốc trở thành chiến lược phát triển và tiến hành chiến tranh cơ bản cho đến ngày nay.
SPG, IFV và MBT là các xe chính của binh chủng hợp thành.
IFV (Nga ký hiệu BMP), là lực lượng cơ bản, chở bộ binh đến sát mục tiêu, hỗ trợ bộ binh thực hiện nhiệm vụ ở tầm rất gần bằng súng máy và súng cối bắn nhanh. Các IFV đều có tháp pháo. IFV cũng có thể có những công sự trên mặt xe hoặc lỗ châu mai để bắt từ trong xe. Nó cũng có thể diệt công sự, xe thiết giáp hạng nặng di chuyển bằng cối, tên lửa không điều khiển, tên lửa có điều khiển... nhưng năng lực các mặt này yếu. Các IFV ban đầu chỉ là những xe bọc thép chở quân vũ trang nhẹ có ký hiệu APC (Armored Personnel Carrier, Nga là BTR). Những APC đầu tiên xuất hiện từ Thế chiến 1, tồn tại trong số các xe bọc thép đa năng từ đó. Đến thập niên 196x, Liên Xô đưa ra các xe BMP-1, các nước dần dần theo. Tuy nhiên, tiến độ thay thế IFV M2 Bradley của Mĩ rất chậm, đến thập niên 199x vẫn chủ yếu là xe APC M113.
SPG, đặc biệt là SPG có bọc thép có thể dùng như pháo cấp chiến dịch bắn nhanh (do cơ khí hóa và tự động hóa xe). Nhưng ưu thế của SPG bọc thép thể hiện khi đấu pháo và di chuyển ở tiền tuyến phá hủy công sự địch. Cũng như IFV, SPG cũng có thể bắn tên lửa chống tăng, nhưng không mạnh. SPG xuất thân từ các xe bọc thép dã chiến trước xe tăng, ngay từ những ngày đầu trong Thế chiến I.
MBT, xe tăng, đây là hệ thống đối kháng trên bộ tốt nhất, giáp dày, súng mạnh, bắn tốt. Nó là vệ sỹ bảo vệ các xe khác, chiến đấu chống lại MBT đối phương cản đường. Xe tăng ra đời đầu Thế chiến II, xuất phát từ các xe bọc thép đa năng trước đó, với nhiệm vục chính là chống xe cơ giới. Từ đó đễn những năm 196x, tồn tại hai loại xe tăng là tăng hạng trung và tăng hạng nặng. MBT xuất phát từ chương trình Xe tăng tương lai của Liên Xô với đại diện đầu tiên là T-64, kết hợp hai loại xe hạng trung và hạng nặng, chủ yếu là những đặc điểm của xe hạng nặng. Sau Liên Xô, Đức cho ra đời Leoparrd II. Mĩ thuê Đức thiết kế MBT-70, người Mỹ rút bớt kinh phí, thay giáp đúc bằng giáp hàn, bỏ giáp phụ, giảm ưu thế kết cấu khoang... của MBT-70 cho ra M1.
Nhược điểm của binh chủng hợp thành là quá đắt đỏ so với lục quân thường, điều này làm sức chiến đấu suy hao nhanh mà hồi phục rất chậm. Vì vậy, Hồng Quân đã đi tiên phong trong việc kết hợp xe cơ giới và lực lượng pháo binh cổ điển khổng lồ. Nỗi khiếp sợ cơ bản của quân Đức là những binh đoàn xe tăng Hồng Quân tiến như vũ bão sau những cuộc pháo kích thê thảm-hàng vạn đạn trên một km chiến tuyến. Sau này, Không Quân được dùng nhiều hỗ trợ Binh chủng hợp thành. Cuối Thế kỉ 20, kiểu pháo kích diện tích và ném bom rải thảm trước trận đánh lạc hậu. Thay thế vào đó là kiểu trợ chiến bám sát, điển hình như các máy bay Su-25 và A-10, hay các pháo phản lực tầm xa bắn đạn có điều khiển chính xác như BM-30, Msta, Crusader. Thay cho việc bắn dồn dập là các phương tiện hỏa lực dõi theo trận chiến, thực hiện nhanh chóng những nhiệm vụ mới xuất hiện do Lục Quân yêu cầu.

### Súng cực lớn.

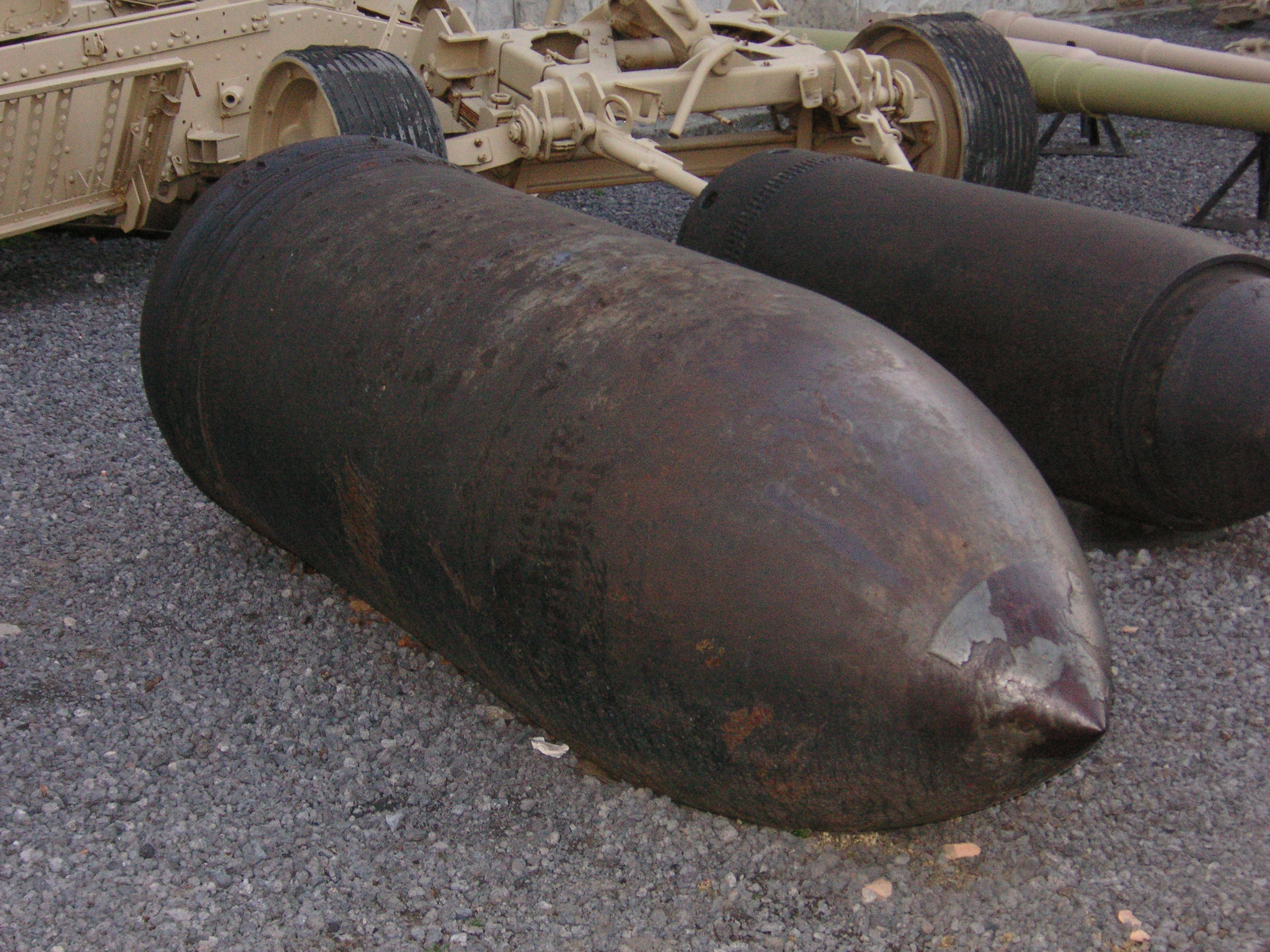
Đạn 800mm của Dora

Súng cực lớn ra đời đầu thế kỷ 20. Sau hải pháo, người ta làm được pháo nòng dài, bắn đạn xuyên tầm xa, nạp đạn sau. Súng cực lớn được dùng làm Công thành pháo trên bộ và hải pháo đấu tàu trên biển. Chiến tranh thế giới 1 là thời kỳ súng lớn tham gia tích cực, như các trận đánh trên bộ Trận Verdun hay trận đánh dưới nước ngoài khơi Đan Mạch, trận Jutland.
Tuy ngay từ trận Verdun các pháo lớn đã gặp nhiều vấn đề nhưng người ta vẫn sản xuất rất nhiều thành pháo rất lớn.
Pháo trên đường ray Dora 800mm của Đức là loại pháo nòng dài lớn nhất được chế tạo, có vai trò là Công thành pháo. Dora tham gia công thành ở Crime và Leningrad. Một số ý tưởng của Đức chế tạo các xe tăng có pháo 280mm hay Dora, nặng hàng ngàn tấn không dược thực hiện. Khẩu cối lớn nhất là cối Little David của Mĩ, cối này không kịp tham chiến). Cuối Thế chiến II, 914mm. Các thứ pháo đó đều chứng minh nhược điểm trong chiến tranh khi công thành và sau đó tuyệt chủng.
Sau này, người ta vẫn chế một số lượng ít ỏi súng lớn để bắn đạn hạt nhân chiến thuật, như pháo tự hành Kondensator 2P 460mm Liên Xô. Đây là khẩu pháo tự hành dã chiến cỡ nòng lớn duy nhất, các khẩu khác cho đến nay đều gặp vấn đề với việc di chuyển không thỏa mãn điều kiện dã chiến. Pháo được đặt trên thân xe tăng T-10.
Ngày nay, pháo cực lớn được thay bằng các loại đạn tự hành, ví như đạn tự hành đường đạn chiến thuật hoặc đạn tự hành dạng bom có điều khiển các loại từ máy bay. Chúng có thể dùng với nhịp độ lớn, dễ sử dụng và chế tạo được quy mô lớn.

### Thiết giáp hạm, hệ thống chiến đấu dùng súng lớn nhất.
Trong thế chiến thứ 2, xuất hiện những thứ súng cực lớn như pháo trên tàu 406mm Mĩ đặt trên các tàu chiến đấu lớp Iowa và lớp Montana, 460mm Nhật đặt trên tàu chiến đấu lớp Yamato.
Thiết giáp hạm là tên loại tàu dùng các pháo đó, chúng có giáp rất dày, ví như Yamato có chỗ dày đến 700mm.
Các tàu trên được đóng theo chiến lược đối kháng dùng súng bắn đạn xuyên: tấn công bằng pháo nòng dài cỡ lớn và chống đỡ bằng giáp thép. Các tàu này nở rộ sau 1936. Tuy nhiên, các tàu này chả làm được gì nhiều lắm, chúng bị máy bay đánh chìm gần hết. Một số tàu sống sót như Iowa làm nhiệm vụ rất tầm thường so với thiết kế ban đầu, nó bắn như dã pháo phục vụ Lục Quân.
Việc đóng Tuần dương hạm chiến đấu Kirov thể hiện chiến lược mới, thay súng lớn bằng đạn tự hành, thay giáp bằng hệ thống đối kháng điện tử.

### Súng phản lực
Súng phản lực chia làm hai loại, loại có sơ tốc đầu nòng lớn so với vận tốc tối đa, và loại có tỷ lệ đó nhỏ. Thực chất chúng là tên lửa, do thói quen, người ta hay gọi những loại tên lửa này là súng. Cả hai loại đều rất nhẹ, hầu như không giật. Súng phản lực có cùng lịch sử với súng có nòng, xuất hiện từ thời Tống.
Ngày nay có nhiều loại súng phản lực, phân ra hai loại chính dưới đây. Người ta còn có các khái niệm MRLS- Multiple Launch Rocket System-hệ thống tên lửa phóng nhiều đạn, rốc két là tên lửa nói theo cách phiên âm, súng không giật là một kiểu tên lửa nhưng một phần động cơ không bay theo đạn-mà là súng, súng không giật nòng xoắn có nòng xoắn...

#### Súng phản lực chống tăng
Loại súng phản lực có tỉ lệ sơ tốc / vận tốc tối đa lớn (sơ tốc bao gồm cả vận tốc dài và quay). Vì có sơ tốc lớn nên đường đạn tốt, giảm tản mát. Sơ tốc lớn làm súng và đạn có cấu tạo phức tạp, nặng nề. Để chống tăng có loại súng nhẹ dùng đầu đạn lõm, đẩy phản lực, bắt đầu xuất hiện trong thế chiến 2. Ví dụ là các loại RPG (ống phóng tên lửa mang trái phá) Nga hay súng chống tăng dùng một lần M-72 Mĩ. Chúng cho phép bộ binh mang nhẹ diệt được xe tăng, như pháo nòng dài, gây sự thay đổi lớn trong chiến thuật và cấu tạo xe. Các loại pháo không giật phản lực này dần dần thay thế cho các pháo bắn thẳng. Nhưng chúng cũng dần được thay bởi đạn tự hành chống tăng ATGM. Bazzoka B-40 là tên Việt Nam của RPG-2 Nga, B-41 là RPG-7V, ĐKZ-82mm là SPG-82mm nòng trơn, ĐKZ-73mm là SPG-9 73mm. Các loại súng này có vai trò lớn trong chiến tranh hiện đại, thực chất diệt nhiều xe cộ nhất sau Thế chiến 2. Loại súng này cũng mở đường cho máy bay diệt tăng hiệu quả. Người Nga sản xuất súng không giật bắn đạn cháy.
Từ những năm 1960, Súng phản lực chống tăng được thay dần bởi các đạn tự hành, do độ chính xác không phụ thuộc vào sơ tốc nữa nên phần súng giảm đi.

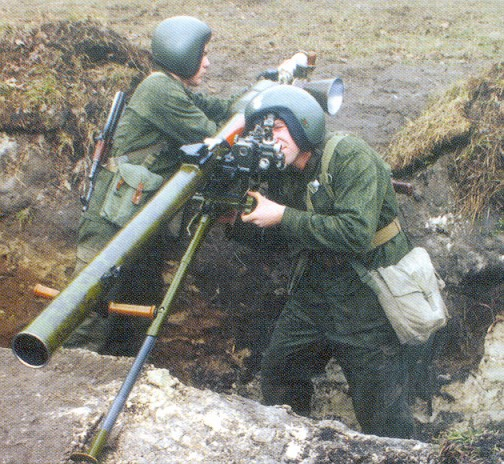
Pháo phản lực chống tăng nòng xoắn 73mm SPG-9, Nga. Vận tốc đầu nòng trên 300m/s, sau tăng lên tối đa đến trên 700m/s. Xuyên giáp 400mm, tầm bắn khoảng 1km. Tên Việt Nam là ĐKZ-73mm.

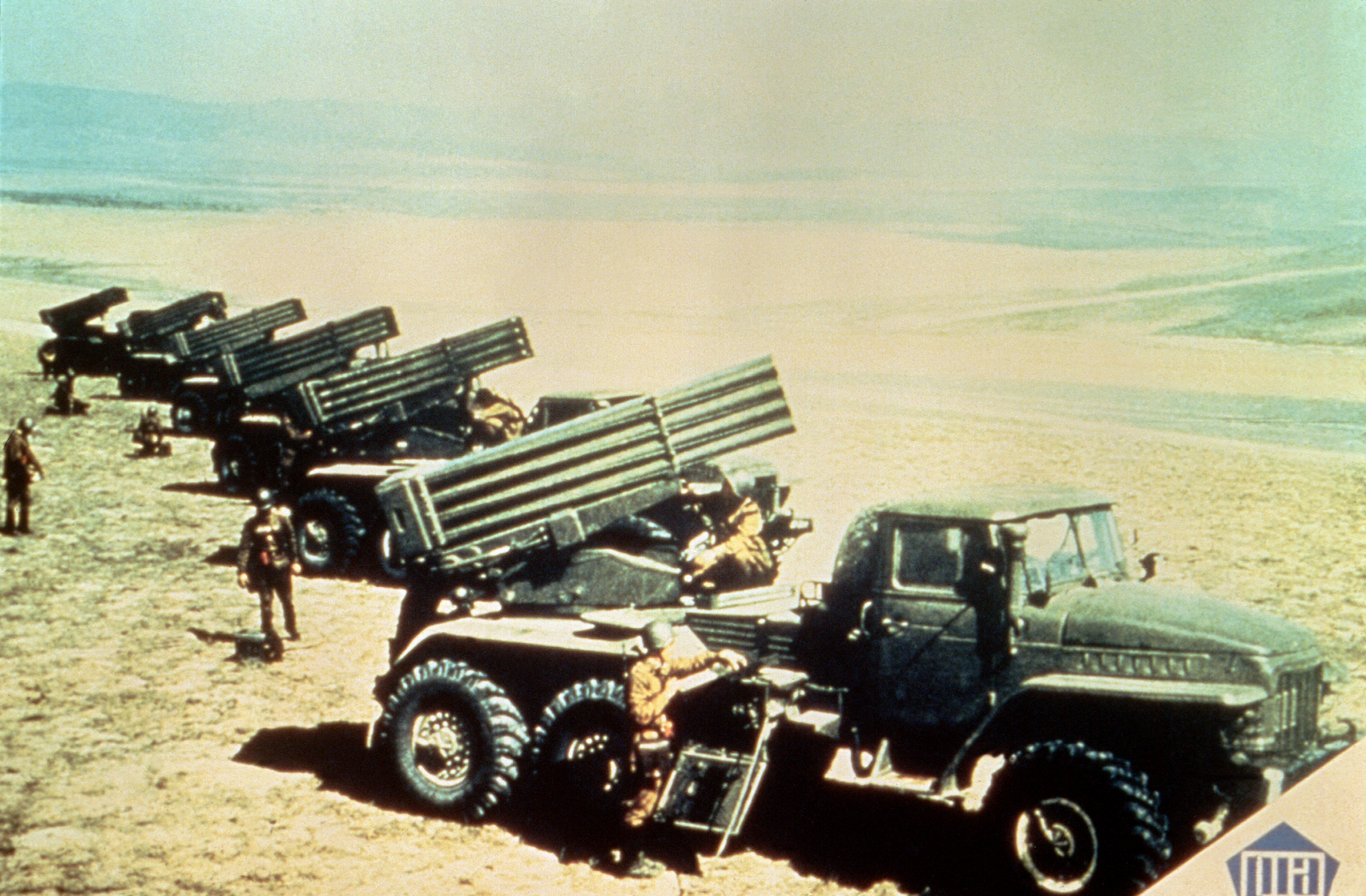
Hệ thống phóng tên lửa nhiều nòng BM-21 Grad, 240 quả đạn 122mm này bắn đi chưa đến 1 phút

#### Súng phản lực bắnđạn trái phá
Loại súng phản lực có tỉ lệ sơ tốc / vận tốc tối đa nhỏ được dùng như lựu pháo. Các giàn pháo phản lực nhiều nòng-hệ thống tên lửa phóng nhiều đạn-MLRS-(Multiple Rocket Launcher System) có tốc độ bắn rất cao, tác dụng tốt khi chế áp bộ binh, bắn chuẩn bị tấn công hay đấu pháo. Có thể được chế tạo có tầm xa hoặc ngắn. Pháo phản lực có tản mát đạn lớn, ngày nay được cải thiện nhờ điều khiển đường đạn điện tử.
Hồi Thế chiến 2 Katyusha BM-13 Nga là vũ khí loại này lần đầu được sử dụng rộng rãi (Phiên âm tiếng Việt là ca-chiu-sa, tên một bài hát phổ biến). Hồi chiến tranh Việt Nam hay dùng BM-13. Hệ thống BM-21 gồm một xe tải chở 40 ống phóng 122mm, phóng đạn 9P132 nặng 18,3 kg, dài 2,75mm đi xa 32,7 km, loại đạn dùng hồi chiến tranh Việt Nam bắn xa 18 km. Ngày nay người Nga có BM-30 Smerch 300mm, tầm 70 km, đầu đạn 233 kg. Vào những năm 199x, BM-30 tăng tầm bắn lên 90 km bằng đạn tự hành, được hỗ trợ bởi UAV (Pchela-1 dùng nhiều lần và T-92 dùng một lần). Người Mĩ có M270 MRLS. MLRS đắc dụng trên máy bay, nơi không chịu được phản lực từ súng kín nòng lớn.
Từ hồi Thế chiến 2 đến giờ, động cơ tên lửa dùng cho loại này phát triển nhanh chóng. Đến nỗi, ngày nay, các đan tự hành đường đạn mang đầu đạn chiến lược và nhiều tên lửa đẩy vũ trụ cũng sử dụng loại động cơ này. Đây là động cơ dùng nhiên liệu rắn. Thành phần cơ bản là chất kết dính, chất oxy hóa và phụ gia. Katyusha sử dụng chất kết dính gốc xelluloz hay dầu mỏ. Ngay nay người ta sử dụng các cao su không chứa lưu huỳnh trộn thêm bột nhôm. Nhiên liệu được đúc thành hình trụ có lỗ rỗng hình sao, cháy trong ra. Cũng có một số MRLS dùng động cơ nhiên liệu lỏng, nhưng giá thành cao.
Các tên lửa (rốc két) của đạn nhiên liệu rắn thường có máy đẩy và động cơ thống nhất thành một khối. Ngày nay, người ta thường dùng loại động cơ tên lửa nhiên liệu rắn cháy trong ra lỗ sao, loại này lấy ngay thuốc nhiên liệu làm vách chịu lực của buồng đốt và ống phụt, thuốc nhiên liệu cũng là động cơ, là máy đẩy luôn. Cũng vì vậy mà động cơ tên lửa (rocket motor) và máy đẩy tên lửa (rocket engine) thường dùng lẫn mà không sai, khác với các loại động cơ máy đẩy khác, như của máy bay-tàu thủy-ô tô.